# Emil Kijewski
Emil Kijewski (Hombruch, 22 novembre 1911 – Dortmund, 23 gennaio 1989) è stato un ciclista su strada tedesco.
Professionista dal 1934 al 1950, vinse due volte la Rund um Köln e fu secondo nei Campionati del mondo del 1937.

## Carriera
Passato professionista molto giovane nel 1935, vinse la Rund um Köln, fu convocato per i campionati mondiali di Floreffe in Belgio che riuscì a chiudere al decimo posto e prese parte al Tour de France, dove però si ritirò.
Nel 1936 fu terzo nel campionato tedesco in linea, mentre nel 1937 riuscì a imporsi in quattro gare, fra le quali una tappa del Tour de Suisse che fu il primo e unico successo ottenuto fuori dalla natia Germania. Fu inoltre secondo nel campionato nazionale e sesto nel Deutschland Tour, dove vinse una tappa. Fu quindi convocato nuovamente per i mondiali di ciclismo che riuscì a concludere al secondo posto.
Nel 1938 vinse la sua seconda e ultima tappa al Deutschland Tour, ma lo scoppio della Seconda guerra mondiale lo costrinse a un lungo stop, proprio nel periodo di maturità atletica.
Kijewski poté tornare a gareggiare solo dopo la fine del conflitto, in cui fu anche fatto prigioniero dall'esercito russo. Nel 1948 fu ottavo nella classifica generale del Deutschland Tour, sfiorando anche la vittoria nel corso della ottava tappa. Chiuse la carriera nel 1950, vincendo una frazione di una corsa a tappe tedesca.

## Palmarès
- 1933

Rund um Berlin
Brema-Hannover-Brema
- 1934

Wurtemberger Tour (ex aequo con Rudolf Wolke)
- 1935

Rund um Köln
Grad Premio di Sassonia
- 1937

Rund um Berlin
Rund um Köln
8ª tappa Tour de Suisse
10ª tappa Deutschland Tour
- 1938

12ª tappa Deutschland Tour
- 1950

1ª tappa Tour de la Foret Noire

## Piazzamenti

### Grandi Giri
- Tour de France

1935: ritirato
1936: ritirato

### Competizioni mondiali
- Campionati del mondo

Floreffe 1935 - In linea: 10º
Copenaghen 1937 - In linea: 2º